# Alexandre Prigogine
Pour les articles homonymes, voir Prigogine.
 (mai 2021).
Alexandre Prigogine, né le 12 avril 1913 à Moscou et mort le 7 mai 1991 à Bruxelles, est un minéralogiste et ornithologue russe, naturalisé belge.

## Biographie
Alexandre Romanovitch Prigogine naît à Moscou le 12 avril 1913 au sein d'une famille juive. Son père, Roman Prigogine (Ruvim Abramovitch) est ingénieur chimiste et sa mère, Julia Vichman, est pianiste. Il a un frère plus jeune, Ilya Prigogine, qui remportera plus tard un prix Nobel de chimie pour ses contributions en thermodynamique hors équilibre et sa théorie des structures dissipatives. En 1921, sa famille, qui avait critiqué le système soviétique, quitte la Russie par crainte des représailles et traverse la Lituanie et l'Allemagne avant de s'installer en Belgique en 1929.
Après avoir étudié et obtenu un doctorat en chimie à l'Université Libre de Bruxelles, il part pour le Congo belge en 1938 en tant que chimiste et chef de laboratoire pour la Compagnie minière des Grands Lacs africains (en). Après avoir été bloqué au Congo pendant la Seconde Guerre mondiale, il publiera plusieurs travaux en minéralurgie, dont certains primés par l'Académie royale des sciences d'outre-mer, ainsi que plusieurs mémoires aujourd'hui considérés comme des références dans le domaine des traitements aurifères. Il fut également successivement directeur à Kamituga du service des études métallurgiques en 1956 et administrateur de la Compagnie minière des Grands Lacs africains au Congo de 1962 à 1966 avant de quitter l'entreprise. Agrégé de l'Université libre de Bruxelles, Alexandre enseignera ensuite de 1964 à 1971 à l'Institut national des Mines de Bukavu la métallurgie et la préparation des minerais autre que le fer, période au cours de laquelle il servira aussi en tant qu'expert et conseiller technique principal à l'UNESCO. Il sera également envoyé pour une courte période (1972-1973) par l'Organisation des Nations unies pour le développement industriel au National Institute for Scientific and Industrial Research de Kuala Lumpur.
Après la guerre, Alexandre perd l'usage de son bras droit lors d'un accident de chasse avec un léopard. À la suite de cet accident, celui-ci qui affectionnait déjà les forêts tropicales se prend de passion pour la nature et devient alors un ardent défenseur des forêts tropicales du Congo et de ses parcs nationaux. Il rencontre ensuite en 1946 Henri Schouteden, directeur honoraire du Musée royal du Congo belge de Tervuren, qui le convainc de s'intéresser aux oiseaux et de partir collecter des spécimens dans la partie orientale du Congo belge. Cette prise d'intérêt pour l'ornithologie le conduira à publier près de 94 publications et à collecter près de 20 000 spécimens.
Il décrira plusieurs nouvelles espèces comme la Chevêchette de Prigogine (Glaucidium albertinum), le Martinet de Schouteden (Schoutedenapus schoutedeni), l'Apalis du Kabobo (en) (Apalis kaboboensis) et le Gobemouche de l'Itombwe (en) (Muscicapa itombwensis), ainsi qu'une trentaine de sous-espèces.
Il constituera également une collection de 1805 spécimens provenant de 337 espèces et sous-espèces différentes qu'il offre au Musée royal du Congo belge de Tervuren.
Il fut membre de la British Ornithologist's Union, et restera passionné par l'avifaune africaine jusqu'à sa mort le 7 mai 1991 à Bruxelles,.
Quatre espèces d'oiseaux ont été nommées d'après lui : l'Effraie de Prigogine (Pholidus prigoginei), l'Engoulevent de Prigogine (Caprimulgus prigoginei), le Bulbul de Prigogine (Chlorocichla prigoginei) et le Souimanga de Prigogine (en) (Cinnyris prigoginei). Son nom a également été donné à une sous-espèce de Colobe d'Angola, le Colobe de Prigogine (Colobus angolensis prigoginei).
Alexandre est marié à Shelly Prigogine, née Kaplan, morte en décembre 1988. C'est d'après elle qu'il nomma la sous-espèce de Souimanga à ailes dorées Nectarinia reichenowi shellyae (désormais nommée Drepanorhynchus reichenowi shellyae),,.

## Œuvres
- Contribution à l'étude de la faune ornithologique de la région à l'ouest du lac Edouard (collection : Annalen van het Koninklijk Museum van Belgisch ; 24), Tervuren, 1953, 117 p.
- La faune ornithologique du Massif du Mont Kabobo, Tervuren, Musée Royal du Congo Belge, 1960, 46 p.
- Échantillonnage et analyse des minerais hétérogènes à faible teneur, Bruxelles, 1961, 180 p.

- Les Oiseaux de l'Itombwe et son Hinterland, Tervuren, Musée royal de l'Afrique centrale, (collection : Annalen. Zoologische Wetenschappen. Sciences zoologiques ; 185, 223, 243), 1971-1984, 3 vol.